# Nati il 22 febbraio
| Questa pagina contiene informazioni ricavate automaticamente dalle voci biografiche con l'ausilio del template Bio e di un bot. L'aggiornamento è periodico e automatico e ricostruisce completamente la pagina. Se manca una persona in questa lista, sei pregato di non aggiungerla, ma accertati piuttosto che la sua voce biografica contenga il template Bio e che i dati anagrafici siano correttamente compilati. Se il template Bio manca, inseriscilo tu stesso o, in alternativa, metti l'avviso {{tmp\|Bio}} che ne segnala la mancanza. Se i dati riportati sono sbagliati, correggi direttamente la voce biografica; le modifiche saranno visibili in questa lista entro pochi giorni. Per chiarimenti vedi il progetto biografie. La lista contiene solo le 1.312 persone che sono citate nell'enciclopedia e per le quali è stato implementato correttamente il template Bio. Pagina aggiornata al 17 ago 2025. |

## XI secolo(1)
- 1040 - Rashi, rabbino e mistico francese († 1105)

## XII secolo(1)
- 1161 - Papa Innocenzo III, papa e cardinale italiano († 1216)

## XIV secolo(2)
- 1302 - Gegeen Khan, imperatore cinese († 1323)
- 1388 - Peter von Schaumberg, cardinale tedesco († 1469)

## XV secolo(5)
- 1403 - Carlo VII di Francia, sovrano († 1461)
- 1440 - Ladislao il Postumo, sovrano († 1457)
- 1455 - Johannes Reuchlin, filosofo, umanista e teologo tedesco († 1522)
- 1463 - Bernardino Gadolo, religioso e letterato italiano († 1499)
- 1500 - Rodolfo Pio, cardinale e arcivescovo cattolico italiano († 1564)

## XVI secolo(8)
- 1514 - Tahmasp I, sovrano persiano († 1576)
- 1520 - Moshe Isserles, teologo e religioso polacco († 1572)
- 1535 - Girolamo Macchietti, pittore italiano († 1592)
- 1542 - Santino Garsi da Parma, musicista e compositore italiano († 1604)
- 1550 - Carlo d'Arenberg, principe († 1616)
- 1559 - Itō Suketaka, militare giapponese († 1600)
- 1577 - Pieter Huyssens, architetto e gesuita fiammingo († 1637)
- 1592 - Nicholas Ferrar, politico britannico († 1637)

## XVII secolo(18)
- 1612 - George Digby, II conte di Bristol, nobile, politico e diplomatico inglese († 1677)
- 1635 - Vincenzo Rospigliosi, ammiraglio e nobile italiano († 1673)
- 1645 - Johann Ambrosius Bach, musicista tedesco († 1695)
- 1645 - Johann Christoph Bach, musicista tedesco († 1693)
- 1649 - Bon Boullogne, pittore, incisore e decoratore francese († 1717)
- 1651 - Carlo Maria Carafa, nobile italiano († 1695)
- 1653 - Vidal Marín del Campo, vescovo cattolico spagnolo († 1709)
- 1658 - Juan de Acuña y Bejarano, generale spagnolo († 1734)
- 1659 - Giuseppe Antonio Patrignani, gesuita, poeta e drammaturgo italiano († 1733)
- 1665 - Giovanni Serbelloni, II duca di San Gabrio, militare, politico e nobile italiano († 1732)
- 1671 - Sofia Carlotta di Württemberg, nobildonna tedesca († 1717)
- 1673 - Luisa Elisabetta di Württemberg-Oels, nobile tedesca († 1736)
- 1679 - Francesco Pertusati, arcivescovo cattolico italiano († 1752)
- 1683 - Baldassarre Odescalchi, I principe Odescalchi, nobile italiano († 1746)
- 1683 - Zacharias Konrad von Uffenbach, giurista tedesco († 1734)
- 1684 - Carlo di Lorena, nobile francese († 1751)
- 1690 - Daniele Farlati, gesuita e storico italiano († 1773)
- 1698 - Giovanni Battista de' Rossi, presbitero italiano († 1764)

## XVIII secolo(51)
- 1712 - Péter Bod, scrittore e storico ungherese († 1769)
- 1712 - Ottaviano Guasco, scrittore e traduttore italiano († 1781)
- 1715 - Charles-Nicolas Cochin, pittore, scrittore e disegnatore francese († 1790)
- 1715 - Jean-Georges Lefranc de Pompignan, politico e arcivescovo cattolico francese († 1790)
- 1715 - Vincenzo Malvezzi Bonfioli, cardinale e arcivescovo cattolico italiano († 1775)
- 1723 - Peter Anich, cartografo austriaco († 1766)
- 1727 - Francesco Maria Locatelli, cardinale e vescovo cattolico italiano († 1811)
- 1730 - William Franklin, militare e politico britannico († 1813)
- 1730 - Giovanni Ottavio Manciforte Sperelli, cardinale italiano († 1781)
- 1730 - Domenico Merlini, architetto italiano († 1797)
- 1732 - Johann Sigismund Friedrich von Khevenhüller-Metsch, nobile e diplomatico austriaco († 1801)
- 1732 - Jean-Bernard Restout, pittore e disegnatore francese († 1797)
- 1732 - George Washington, politico e generale statunitense († 1799)
- 1735 - Charles Lennox, III duca di Richmond, militare, politico e diplomatico britannico († 1806)
- 1737 - Friedrich Adolf von Kalckreuth, generale tedesco († 1818)
- 1740 - Valentin Adamberger, tenore tedesco († 1804)
- 1745 - João de Sousa Carvalho, compositore portoghese
- 1745 - Francesco Maria Pignatelli, cardinale italiano († 1815)
- 1745 - Jean-Antoine Roucher, poeta francese († 1794)
- 1749 - Johann Nikolaus Forkel, musicologo e organista tedesco († 1818)
- 1751 - Enrico XV di Reuss zu Plauen, nobile († 1825)
- 1752 - Gottlieb Friedrich Christmann, editore e botanico tedesco († 1836)
- 1755 - Henry Neville, II conte di Abergavenny, nobile inglese († 1843)
- 1756 - Georg Friedrich von Martens, giurista e diplomatico tedesco († 1821)
- 1757 - Francesco Maresca, architetto italiano († 1824)
- 1759 - Claude Lecourbe, generale francese († 1815)
- 1760 - Sofia di Sassonia-Hildburghausen, principessa († 1776)
- 1770 - Carlo Alessandro di Thurn und Taxis, principe († 1827)
- 1771 - Vincenzo Camuccini, pittore e restauratore italiano († 1844)
- 1778 - Franz Ludwig Catel, pittore tedesco († 1856)
- 1778 - Michele Basilio Clary, arcivescovo cattolico e teologo italiano († 1858)
- 1778 - Rembrandt Peale, pittore statunitense († 1860)
- 1778 - Joseph Agricol Viala, militare francese († 1793)
- 1780 - Francesco di Paola Villadicani, cardinale e arcivescovo cattolico italiano († 1861)
- 1782 - Johann Friedrich Ludwig Hausmann, mineralogista tedesco († 1859)
- 1784 - John Eatton Le Conte, naturalista, entomologo e botanico statunitense († 1860)
- 1785 - Benedetto Ilarj, patriota italiano († 1857)
- 1785 - Jean Charles Athanase Peltier, fisico francese († 1845)
- 1787 - Giuseppe Antonio Zacchia Rondinini, cardinale italiano († 1845)
- 1788 - Arthur Schopenhauer, filosofo, orientalista e traduttore tedesco († 1860)
- 1789 - Alessandro Franceschi, scultore italiano († 1834)
- 1790 - Giovanni Battista Biscarra, pittore, scultore e litografo italiano († 1851)
- 1791 - Ferdinand Samuel Laur, compositore, direttore di coro e direttore d'orchestra tedesco († 1854)
- 1793 - Friedrich Harkort, imprenditore e politico tedesco († 1880)
- 1793 - Pietro Mileti, rivoluzionario e patriota italiano († 1848)
- 1794 - Joseph Duncan, politico statunitense († 1844)
- 1795 - Giuseppe Marchi, archeologo, numismatico e gesuita italiano († 1860)
- 1795 - Tom Spring, pugile inglese († 1851)
- 1796 - Adolphe Quetelet, astronomo e statistico belga († 1874)
- 1798 - Charles Émile Seurre, scultore francese († 1858)
- 1800 - Richard Seymour-Conway, IV marchese di Hertford, nobile e collezionista d'arte britannico († 1870)

## XIX secolo(196)
- 1801 - Gustav Biedermann Günther, chirurgo tedesco († 1866)
- 1801 - Saint-Marc Girardin, politico e scrittore francese († 1873)
- 1804 - Louis Piccon, politico francese († 1889)
- 1805 - Sarah Flower Adams, poetessa britannica († 1848)
- 1805 - Amalia Carlotta di Svezia, principessa svedese († 1853)
- 1806 - Samuel James Ainsley, pittore e illustratore britannico († 1874)
- 1806 - Józef Kremer, scrittore e filosofo polacco († 1875)
- 1808 - Tommaso Gar, archivista e bibliotecario italiano († 1871)
- 1809 - Edoardo Francesco del Liechtenstein, generale austriaco († 1864)
- 1810 - Grigore Alexandrescu, poeta rumeno († 1885)
- 1810 - Fryderyk Chopin, compositore e pianista polacco († 1849)
- 1812 - John B. Weller, politico e diplomatico statunitense († 1875)
- 1814 - Henry Baldwin, politico statunitense († 1892)
- 1814 - Aleksej Andreevič Chovanskij, filologo e linguista russo († 1899)
- 1815 - Bartolommeo Capasso, storico e archivista italiano († 1900)
- 1816 - Joaquín Lluch y Garriga, cardinale e arcivescovo cattolico spagnolo († 1882)
- 1817 - Onorato Bacchetti, medico italiano († 1890)
- 1817 - Carl Borchardt, matematico tedesco († 1880)
- 1817 - Niels Gade, compositore, direttore d'orchestra e organista danese († 1890)
- 1818 - Gerrit de Vries, politico olandese († 1900)
- 1819 - James Russell Lowell, poeta, critico letterario e diplomatico statunitense († 1891)
- 1819 - Eugenio Vetromile, scrittore e presbitero italiano († 1881)
- 1821 - Ludmilla Assing, scrittrice tedesca († 1880)
- 1821 - Daniel Harrwitz, scacchista tedesco († 1884)
- 1821 - Athalia Schwartz, scrittrice e giornalista danese († 1871)
- 1822 - Adolf Kussmaul, medico tedesco († 1902)
- 1822 - Giuseppe Marraghini, fantino italiano († 1856)
- 1824 - Jules Janssen, astronomo francese († 1907)
- 1825 - Serafino De Tivoli, pittore e militare italiano († 1892)
- 1826 - Giacinto Rossi, vescovo cattolico e teologo italiano († 1899)
- 1828 - Frederick William Mackey Holliday, politico statunitense († 1899)
- 1829 - Martino Beltrani Scalia, magistrato e politico italiano († 1909)
- 1829 - Luigi Cassitto, giornalista, poeta e umorista italiano († 1888)
- 1829 - Henri-Jacques Espérandieu, architetto francese († 1894)
- 1831 - Pavel Apollonovič Rovinskij, storico, slavista e etnografo russo († 1916)
- 1831 - Giovanni Torlonia, poeta, filosofo e filantropo italiano († 1858)
- 1835 - Fortunato Timolini, patriota italiano († 1860)
- 1836 - Pietro Blaserna, fisico e politico italiano († 1918)
- 1836 - Eduard Wachmann, direttore d'orchestra, compositore e docente romeno († 1908)
- 1837 - Leopoldina di Baden, principessa tedesca († 1903)
- 1837 - Pedro Varela, politico uruguaiano († 1906)
- 1839 - Octavius Catto, letterato, insegnante e attivista statunitense († 1871)
- 1840 - August Bebel, politico e scrittore tedesco († 1913)
- 1843 - William Whitman Bailey, botanico e chimico statunitense († 1914)
- 1843 - Annibale Brugnoli, pittore italiano († 1915)
- 1843 - Rodolfo Montecuccoli degli Erri, nobile e ammiraglio austro-ungarico († 1922)
- 1843 - Alfredo d'Escragnolle Taunay, scrittore e storico brasiliano († 1899)
- 1844 - Geoffrey Barton, generale inglese († 1922)
- 1845 - Teresita Garibaldi, italiana († 1903)
- 1845 - Karl Wilhelm Valentiner, astronomo tedesco († 1931)
- 1846 - Erwin von Bary, esploratore tedesco († 1877)
- 1846 - Ella Adaïewsky, compositrice e musicologa russa († 1926)
- 1847 - Edgar Lubbock, calciatore e funzionario britannico († 1907)
- 1847 - Francesco Nobilioni, politico, diplomatico e imprenditore italiano († 1942)
- 1850 - Isaac Rice, imprenditore e mecenate statunitense († 1915)
- 1851 - Emilio Gola, pittore e ingegnere italiano († 1923)
- 1852 - John W. Baird, scacchista statunitense († 1917)
- 1852 - Adolf Gaston Eugen Fick, oculista e docente tedesco († 1937)
- 1854 - Giuseppe Pinna, politico e avvocato italiano († 1908)
- 1857 - Robert Baden-Powell, generale, educatore e scrittore britannico († 1941)
- 1857 - Heinrich Rudolf Hertz, fisico tedesco († 1894)
- 1858 - Frances Campbell, nobildonna scozzese († 1931)
- 1859 - Vittorio Alpe, agronomo italiano († 1938)
- 1859 - Edith Baird, compositrice di scacchi britannica († 1924)
- 1861 - Zoltán Ambrus, letterato ungherese († 1932)
- 1861 - Katō Tomosaburō, militare e politico giapponese († 1923)
- 1861 - Anastasija Alekseevna Verbickaja, scrittrice, sceneggiatrice e drammaturga russa († 1928)
- 1862 - Hulda Garborg, scrittrice, drammaturga e poetessa norvegese († 1934)
- 1862 - Louise Dumont, attrice e direttrice teatrale tedesca († 1932)
- 1862 - Regina di Luanto, scrittrice italiana († 1914)
- 1863 - Chamaraja Wodeyar, principe indiano († 1894)
- 1863 - Carlo Frati, bibliotecario italiano († 1930)
- 1863 - Charles McLean Andrews, storico statunitense († 1943)
- 1864 - Jules Renard, scrittore e aforista francese († 1910)
- 1866 - Hugh Chisholm, giornalista britannico († 1924)
- 1867 - Antonio Ricci Signorini, compositore e direttore d'orchestra italiano († 1965)
- 1868 - Luigi Cantù, ciclista su strada italiano († 1951)
- 1868 - Allan Everett, ammiraglio britannico († 1938)
- 1869 - George Grant Elmslie, architetto statunitense († 1952)
- 1870 - Alejandro Pérez Lugín, scrittore, giornalista e regista spagnolo († 1926)
- 1871 - Fritz Englund, scacchista svedese († 1933)
- 1871 - Umberto Tirelli, disegnatore italiano († 1954)
- 1871 - Fannie Ward, attrice statunitense († 1952)
- 1872 - Giovanni Bertinetti, scrittore e commediografo italiano († 1950)
- 1872 - Enrico La Loggia, politico italiano († 1960)
- 1872 - Frank Worsley, esploratore e navigatore neozelandese († 1943)
- 1873 - Hanns Barth, alpinista, giornalista e scrittore austriaco († 1944)
- 1873 - Jānis Endzelīns, linguista lettone († 1961)
- 1874 - Vincenzo Arbarello, militare italiano († 1917)
- 1874 - Bill Klem, arbitro di baseball statunitense († 1951)
- 1874 - Octave Meynier, ufficiale francese († 1961)
- 1874 - Francesco Paolo Prisciandaro, pittore italiano († 1946)
- 1874 - Takahama Kyoshi, poeta, critico letterario e scrittore giapponese († 1959)
- 1874 - Vasil Čekalarov, rivoluzionario bulgaro († 1913)
- 1875 - Enrico Arcioni, pittore italiano († 1954)
- 1875 - James Kirkwood, attore, regista e sceneggiatore statunitense († 1963)
- 1875 - Sofia Adelaide in Baviera, principessa tedesca († 1957)
- 1875 - Sigurd Wandel, pittore danese († 1947)
- 1876 - Antonio De Witt, pittore italiano († 1967)
- 1876 - Gordon Morgan Holmes, neurologo inglese († 1965)
- 1876 - Daniel Walter Morehouse, astronomo statunitense († 1941)
- 1876 - Ita Wegman, medico olandese († 1943)
- 1876 - Giovanni Zenatello, tenore e impresario teatrale italiano († 1949)
- 1876 - Zitkála-Šá, scrittrice, attivista e musicista nativa americana († 1938)
- 1877 - Maurice Costello, attore e regista statunitense († 1950)
- 1877 - Harry Lee, velocista statunitense († 1937)
- 1878 - Gaston Alibert, schermidore francese († 1917)
- 1878 - Alfred Bloch, calciatore francese († 1902)
- 1878 - Phil Bryant, arciere statunitense († 1938)
- 1878 - Walther Ritz, fisico svizzero († 1909)
- 1879 - Johannes Nicolaus Brønsted, chimico danese († 1947)
- 1879 - André Deed, attore, regista e sceneggiatore francese († 1940)
- 1879 - Norman Lindsay, artista, scultore e scrittore australiano († 1969)
- 1880 - Elvira Bonecchi, attrice italiana
- 1880 - John Daly, siepista, mezzofondista e maratoneta britannico († 1969)
- 1880 - Eric Lemming, giavellottista svedese († 1930)
- 1880 - Herman Nyberg, velista svedese († 1968)
- 1881 - Angelo Lualdi, scultore italiano († 1979)
- 1882 - Emilio Bianchi, militare italiano († 1917)
- 1882 - Eric Gill, designer inglese († 1940)
- 1883 - Alice Middleton Boring, biologa e zoologa statunitense († 1955)
- 1883 - Siegmund Breitbart, circense polacco († 1925)
- 1883 - Marguerite Clark, attrice statunitense († 1940)
- 1883 - Jaroslav Kocian, violinista, compositore e insegnante cecoslovacco († 1950)
- 1883 - Jay O'Brien, bobbista statunitense († 1940)
- 1883 - Karl Willy Wagner, ingegnere tedesco († 1953)
- 1883 - Alfred Wikenhauser, teologo tedesco († 1960)
- 1884 - Kalle Aalto, politico finlandese († 1950)
- 1884 - Abe Attell, pugile statunitense († 1970)
- 1884 - York Bowen, compositore inglese († 1961)
- 1884 - Lew Cody, attore statunitense († 1934)
- 1884 - Giovanni Pietro Ferrari, scultore italiano († 1970)
- 1884 - Tamaki Miura, soprano giapponese († 1946)
- 1885 - George Gaidzik, tuffatore statunitense († 1938)
- 1885 - Ola Olstad, zoologo e esploratore norvegese († 1969)
- 1885 - Jatindra Mohan Sengupta, rivoluzionario indiano († 1933)
- 1885 - Alfredo Siniscalchi, funzionario italiano († 1954)
- 1885 - Pat Sullivan, fumettista e animatore australiano († 1933)
- 1886 - Hugo Ball, scrittore, poeta e regista teatrale tedesco († 1927)
- 1886 - Philip Verdon, canottiere britannico († 1960)
- 1886 - Nils Voss, ginnasta norvegese († 1969)
- 1887 - Albert Herman, regista, sceneggiatore e produttore cinematografico statunitense († 1958)
- 1887 - Giuseppe Peretti, anarchico e antifascista svizzero († 1966)
- 1888 - Peter Butkovič, enigmista, scrittore e poeta sloveno († 1953)
- 1888 - Armando Cermignani, pittore, incisore e ceramista italiano († 1957)
- 1888 - Gussy Holl, attrice e cantante tedesca († 1966)
- 1888 - Raymond Lawler, calciatore statunitense († 1946)
- 1888 - Ettore Montanaro, musicista, compositore e direttore d'orchestra italiano († 1962)
- 1888 - Horace Pippin, pittore statunitense († 1946)
- 1888 - Luigi Sansonetti, ammiraglio italiano († 1959)
- 1889 - Olave Baden-Powell, educatrice inglese († 1977)
- 1889 - Robin George Collingwood, filosofo, storico e archeologo britannico († 1943)
- 1889 - Joseph Egger, attore austriaco († 1966)
- 1889 - Wojciech Rubinowicz, fisico polacco († 1974)
- 1890 - Duff Cooper, politico britannico († 1954)
- 1890 - Beatriz Michelena, attrice, soprano e produttrice cinematografica statunitense († 1942)
- 1890 - Benno Moiseiwitsch, pianista ucraino († 1963)
- 1890 - Franz Scheidies, generale tedesco († 1942)
- 1891 - Aladino Bibolotti, sindacalista, politico e antifascista italiano († 1951)
- 1891 - Giovanni Braschi, avvocato e politico italiano († 1959)
- 1891 - Vlas Jakovlevič Čubar', politico sovietico († 1939)
- 1891 - George Jeske, sceneggiatore, regista e attore statunitense († 1951)
- 1891 - Alberto Mannerini, generale italiano († 1962)
- 1891 - Gino Rocca, scrittore, drammaturgo e giornalista italiano († 1941)
- 1891 - Theo Willems, arciere olandese († 1960)
- 1892 - Edna St. Vincent Millay, poetessa statunitense († 1950)
- 1893 - Edgardo Bazzini, imprenditore italiano († 1969)
- 1893 - Karl Casper, generale tedesco († 1970)
- 1893 - Tom Forman, attore, regista e sceneggiatore statunitense († 1926)
- 1893 - Harald Friis, ingegnere danese († 1976)
- 1893 - Matti Raivio, fondista finlandese († 1957)
- 1894 - Giuseppe Busuoli, scultore e pittore italiano († 1948)
- 1894 - Enid Markey, attrice statunitense († 1981)
- 1894 - Vito Monterisi, politico italiano († 1972)
- 1894 - Leopoldo Montini, militare italiano († 1915)
- 1895 - Víctor Raúl Haya de la Torre, politico peruviano († 1979)
- 1896 - Nacio Herb Brown, cantautore e compositore statunitense († 1964)
- 1896 - Peter Cheyney, scrittore inglese († 1951)
- 1896 - Rafael Franco, militare e politico paraguaiano († 1973)
- 1896 - Paul van Ostaijen, scrittore e poeta belga († 1928)
- 1896 - Edvin Wide, mezzofondista svedese († 1996)
- 1897 - Karel Fleischmann, medico ceco († 1944)
- 1897 - Leonid Aleksandrovič Govorov, generale sovietico († 1955)
- 1897 - Karol Świerczewski, generale e politico polacco († 1947)
- 1898 - Birger Fredrik Motzfeldt, generale norvegese († 1987)
- 1898 - Juan Cilley, calciatore argentino († 1954)
- 1898 - Lajos Dimény, allenatore di calcio ungherese
- 1898 - Karl Koller, generale tedesco († 1951)
- 1898 - Anton de Kom, surinamese († 1945)
- 1899 - Dwight Frye, attore e pianista statunitense († 1943)
- 1899 - Lelio Sanità di Toppi, politico italiano
- 1900 - Luis Buñuel, regista, sceneggiatore e produttore cinematografico spagnolo († 1983)
- 1900 - Paul Kollsman, inventore tedesco († 1982)
- 1900 - Pedro Ochoa, calciatore argentino († 1947)
- 1900 - Mario Sansone, critico letterario e storico della letteratura italiano († 1996)
- 1900 - Pietro Valdoni, chirurgo italiano († 1976)

## XX secolo(993)
- 1901 - Georgette Berger, modella belga († 1986)
- 1901 - Mildred Davis, attrice statunitense († 1969)
- 1901 - Fortunato Federigi, militare e aviatore italiano († 1941)
- 1901 - Ken G. Hall, regista, produttore cinematografico e sceneggiatore australiano († 1994)
- 1901 - Hugh Valentine King, militare britannico († 1947)
- 1901 - Justinian Marina, arcivescovo ortodosso rumeno († 1977)
- 1901 - Cosmé McMoon, pianista messicano († 1980)
- 1901 - Olga Orgonista, pattinatrice artistica su ghiaccio ungherese († 1978)
- 1901 - Leopold Tritsch, calciatore rumeno († 1981)
- 1902 - Ernesto Greppi, calciatore italiano († 1985)
- 1902 - David Marcus, militare statunitense († 1948)
- 1902 - César de Matos, calciatore portoghese
- 1902 - Alfred Georges Regner, pittore e incisore francese († 1987)
- 1902 - Fritz Strassmann, chimico tedesco († 1980)
- 1902 - Herma Szabo, pattinatrice artistica su ghiaccio austriaca († 1986)
- 1903 - Ain-Ervin Mere, militare estone († 1969)
- 1903 - Cesáreo Onzari, calciatore argentino († 1964)
- 1903 - Arduino Pellegrini, politico italiano († 1977)
- 1903 - Frank Plumpton Ramsey, matematico, logico e statistico britannico († 1930)
- 1903 - Erik Waaler, medico norvegese († 1997)
- 1903 - Robert Weede, baritono statunitense († 1972)
- 1904 - Franz Kutschera, generale e politico austriaco († 1944)
- 1904 - Juan Maglio, calciatore argentino († 1964)
- 1904 - Giuseppe Marchi, calciatore e allenatore di calcio italiano († 1967)
- 1904 - Stefano I Sidarouss, cardinale e patriarca cattolico egiziano († 1987)
- 1904 - Donald Stockton, lottatore canadese († 1978)
- 1904 - Frank Tieri, mafioso italiano († 1981)
- 1905 - Enrico Piaggio, imprenditore italiano († 1965)
- 1905 - Giordano Pratolongo, politico e partigiano italiano († 1953)
- 1905 - Arthur Whetsol, trombettista statunitense († 1940)
- 1906 - Uguccione Ranieri di Sorbello, giornalista, scrittore e militare italiano († 1969)
- 1906 - Egano Righi-Lambertini, cardinale e arcivescovo cattolico italiano († 2000)
- 1907 - Georg Braun, allenatore di calcio e calciatore austriaco († 1963)
- 1907 - Pietro Caloi, sismologo italiano († 1978)
- 1907 - Frank Cervell, schermidore svedese († 1970)
- 1907 - Sheldon Leonard, attore, produttore televisivo e regista statunitense († 1997)
- 1907 - Bohumil Říha, scrittore ceco († 1987)
- 1907 - Rex Stewart, trombettista statunitense († 1967)
- 1907 - Robert Young, attore statunitense († 1998)
- 1907 - Sigfrid Öberg, hockeista su ghiaccio svedese († 1949)
- 1908 - Rómulo Betancourt, politico venezuelano († 1981)
- 1908 - Jack Bowers, calciatore inglese († 1970)
- 1908 - Francesco Franceschini, politico italiano († 1987)
- 1908 - John Mills, attore britannico († 2005)
- 1908 - Francesco Tabai, triplista e lunghista italiano († 1984)
- 1909 - Danny Biasone, imprenditore italiano († 1992)
- 1909 - Corrado Bonfantini, politico e partigiano italiano († 1989)
- 1909 - Aldo Bozzi, magistrato e politico italiano († 1987)
- 1909 - Enrico Castelli, cestista e dirigente sportivo italiano († 1983)
- 1909 - Angelo Francesco Lavagnino, compositore italiano († 1987)
- 1909 - Aleksandr Aronovič Pečerskij, militare sovietico († 1990)
- 1910 - Luigi Bonos, attore tedesco († 2004)
- 1910 - George Hunt, calciatore inglese († 1996)
- 1910 - Jacques Ickx, pilota motociclistico, pilota automobilistico e giornalista belga († 1978)
- 1910 - Clemente Maglietta, politico, partigiano e sindacalista italiano († 1993)
- 1910 - Ariel Augusto Nogueira, calciatore brasiliano († 2005)
- 1910 - Vaughn Taylor, attore statunitense († 1983)
- 1911 - Gino Cremonini, imprenditore e dirigente sportivo italiano († 1975)
- 1911 - Marino Marini, aviatore italiano († 1959)
- 1911 - Francesco Solinas, presbitero, religioso e pedagogo italiano († 1983)
- 1911 - Margaret Thompson, numismatica statunitense († 1992)
- 1912 - Vratislav Čech, calciatore cecoslovacco († 1974)
- 1912 - José Oscar Zelaya Alonso, cestista brasiliano († 1990)
- 1912 - Vincenzo Provera, allenatore di calcio e calciatore italiano († 1988)
- 1913 - Francesco Della Corte, filologo classico e latinista italiano († 1991)
- 1913 - Elio Gallina, notaio italiano († 2008)
- 1913 - Harry Keller, regista, montatore e produttore cinematografico statunitense († 1987)
- 1913 - Thomas Vincent Cahill, arcivescovo cattolico australiano († 1978)
- 1913 - Jules Peeters, vescovo cattolico e missionario olandese († 2002)
- 1913 - Buddy Tate, sassofonista e clarinettista statunitense († 2001)
- 1913 - Luigi De Sario, monaco cristiano e organista italiano († 2011)
- 1914 - Santi Emanuele Barberini, letterato italiano († 1987)
- 1914 - Alfredo Covelli, politico italiano († 1998)
- 1914 - Renato Dulbecco, biologo e medico italiano († 2012)
- 1914 - Nardo Dunchi, scultore e partigiano italiano († 2010)
- 1914 - Karl Otto Götz, pittore tedesco († 2017)
- 1914 - Otello Toso, attore italiano († 1966)
- 1914 - Yeom Eun-hyeon, cestista giapponese († 1999)
- 1915 - Jean Pierre Berger, militare e aviatore francese († 1940)
- 1915 - Stanley Green, attivista britannico († 1993)
- 1915 - Fernand Isselé, pallanuotista belga († 1994)
- 1915 - Taheyya Kariokka, ballerina e attrice egiziana († 1999)
- 1915 - Gus Lesnevich, pugile statunitense († 1964)
- 1915 - Miro Mihovilović, pallanuotista jugoslavo († 2010)
- 1915 - Jules Munshin, attore, cantante e ballerino statunitense († 1970)
- 1915 - Aristide Pirovano, vescovo cattolico e missionario italiano († 1997)
- 1915 - Gian Domenico Pisapia, avvocato e giurista italiano († 1995)
- 1916 - Hans Diedrich von Tiesenhausen, militare tedesco († 2000)
- 1916 - Amadeo Ibáñez, calciatore e allenatore di calcio spagnolo († 1979)
- 1916 - Arne Linderholm, calciatore svedese († 1986)
- 1916 - Betty Taylor, ostacolista canadese († 1977)
- 1917 - Jane Bowles, scrittrice e drammaturga statunitense († 1973)
- 1917 - Gustave Kemp, calciatore lussemburghese († 1948)
- 1917 - Francesco Lojacono, militare e aviatore italiano († 1941)
- 1917 - Guido Magnone, alpinista e scultore francese († 2012)
- 1918 - Sid Abel, hockeista su ghiaccio e allenatore di hockey su ghiaccio canadese († 2000)
- 1918 - Bernard Girard, regista, sceneggiatore e produttore televisivo statunitense († 1997)
- 1918 - Don Pardo, attore, conduttore radiofonico e conduttore televisivo statunitense († 2014)
- 1918 - Robert Wadlow, showman statunitense († 1940)
- 1918 - Giovanni Pesce, partigiano e politico italiano († 2007)
- 1919 - Mario Bernardo, direttore della fotografia e partigiano italiano († 2019)
- 1919 - Eduards Freimanis, calciatore lettone († 1993)
- 1919 - Gene Gallette, cestista statunitense († 1976)
- 1919 - Carlos Martí, pallanuotista spagnolo († 1999)
- 1919 - Joseph Nissim, imprenditore greco († 2019)
- 1919 - Eddie Snyder, paroliere e compositore statunitense († 2011)
- 1920 - André Barrais, cestista francese († 2004)
- 1920 - Rocco Borella, pittore italiano († 1994)
- 1920 - Giannino Bosi, partigiano italiano († 1944)
- 1920 - Bruno Capponi, politico italiano († 1994)
- 1920 - Max-Philippe Delavouët, poeta e scrittore francese († 1990)
- 1920 - Adelio Fiore, calciatore italiano
- 1920 - Lanfranco Frigeri, pittore e scultore italiano († 2019)
- 1920 - Jacques Geus, ciclista su strada belga († 1991)
- 1920 - Renato Pierani, calciatore italiano († 2003)
- 1920 - Anton Uran, predicatore e operaio austriaco († 1943)
- 1921 - Sune Andersson, calciatore e allenatore di calcio svedese († 2002)
- 1921 - Jean-Bedel Bokassa, politico e militare centrafricano († 1996)
- 1921 - Wayne C. Booth, insegnante e critico letterario statunitense († 2005)
- 1921 - Bruno Borri, calciatore italiano
- 1921 - Jean Duvignaud, scrittore, drammaturgo e sociologo francese († 2007)
- 1921 - David Greene, regista, produttore cinematografico e sceneggiatore britannico († 2003)
- 1921 - Tom Hindle, calciatore inglese († 2011)
- 1921 - Bennie Lands, cestista canadese († 2014)
- 1921 - Giulietta Masina, attrice italiana († 1994)
- 1921 - Italo Mereu, giurista italiano († 2009)
- 1921 - Francesco Sabatucci, partigiano italiano († 1944)
- 1921 - Marshall Teague, pilota automobilistico statunitense († 1959)
- 1922 - Stella Angelini, pittrice e scultrice italiana († 1995)
- 1922 - Kunwar Digvijay Singh, hockeista su prato indiano († 1978)
- 1922 - Riccardo Ghione, sceneggiatore, regista e produttore cinematografico italiano († 2003)
- 1922 - Jesús Iglesias, pilota automobilistico argentino († 2005)
- 1922 - Cesare Luccarini, partigiano italiano († 1944)
- 1922 - Dino Mazzi, calciatore italiano
- 1922 - José Puig Puig, calciatore spagnolo († 1997)
- 1922 - Giuseppe Rinaldi, calciatore italiano († 2006)
- 1922 - Rinus Schaap, calciatore olandese († 2006)
- 1923 - François Cavanna, scrittore e disegnatore francese († 2014)
- 1923 - Joseph Didden, ciclista su strada belga († 1998)
- 1923 - Victor Feller, calciatore lussemburghese († 1997)
- 1923 - Gigliola Frazzoni, soprano italiano († 2016)
- 1923 - Margherita Mo, partigiana italiana († 2022)
- 1923 - Bruno Novello, calciatore italiano († 1990)
- 1923 - Norman Smith, produttore discografico e batterista britannico († 2008)
- 1923 - Bleddyn Williams, giornalista, dirigente sportivo e rugbista a 15 britannico († 2009)
- 1924 - Giovanni Baradel, calciatore italiano
- 1924 - David Jack, farmacologo e chimico scozzese († 2001)
- 1924 - Furio Meniconi, attore cinematografico italiano († 1981)
- 1924 - Leslie Townsend, ammiraglio britannico († 1999)
- 1924 - Alfredo Travia, calciatore italiano († 2000)
- 1925 - Willie Cunningham, calciatore scozzese († 2000)
- 1925 - Edward Gorey, scrittore e illustratore statunitense († 2000)
- 1925 - Alexander Grant, ballerino e direttore artistico neozelandese († 2011)
- 1925 - Enrique Martegani, calciatore argentino († 2006)
- 1925 - Bernard Musson, attore francese († 2010)
- 1925 - Giuseppe Pellegrino, politico e avvocato italiano († 2010)
- 1925 - Giuseppe Talamo, storico italiano († 2010)
- 1925 - Karl Vaja, politico italiano († 2007)
- 1926 - Antonio Ausenda, ciclista su strada italiano († 1992)
- 1926 - Juan Rodolfo Laise, vescovo cattolico argentino († 2019)
- 1926 - Miguel León-Portilla, antropologo e storico messicano († 2019)
- 1926 - José Travassos, calciatore portoghese († 2002)
- 1926 - Kenneth Williams, attore gallese († 1988)
- 1926 - Bud Yorkin, produttore cinematografico, produttore televisivo e regista statunitense († 2015)
- 1927 - Emil Bobu, politico rumeno († 2014)
- 1927 - Florencio Campomanes, scacchista filippino († 2010)
- 1927 - Gianfranco Ferroni, pittore italiano († 2001)
- 1927 - Olle Håkansson, calciatore svedese († 2001)
- 1927 - Luigi Latini De Marchi, regista e sceneggiatore italiano († 2020)
- 1927 - Henry A. Millon, storico dell'arte statunitense († 2018)
- 1927 - Enzo Striano, scrittore e giornalista italiano († 1987)
- 1928 - Adelmo Battistella, ex calciatore italiano
- 1928 - Hugo del Vecchio, cestista argentino († 1999)
- 1928 - Paul Dooley, attore statunitense
- 1928 - Bruce Forsyth, conduttore televisivo e attore britannico († 2017)
- 1928 - Luigi Fuin, allenatore di calcio e calciatore italiano († 2009)
- 1928 - George Kaftan, cestista statunitense († 2018)
- 1928 - Thomas Eugene Kurtz, matematico e informatico statunitense († 2024)
- 1928 - Aisha Rateb, avvocato e politica egiziana († 2013)
- 1928 - Martha Swope, fotografa statunitense († 2017)
- 1929 - Giacomo Babini, vescovo cattolico italiano († 2021)
- 1929 - Vincenzo Dall'Osso, pugile italiano († 2015)
- 1929 - James Hong, attore, doppiatore e regista statunitense
- 1929 - Rebecca Schull, attrice statunitense
- 1930 - Jean Bobet, ciclista su strada francese († 2022)
- 1930 - Freddy Cohen, ex cestista israeliano
- 1930 - Edward D. Hoch, scrittore statunitense († 2008)
- 1930 - Bill Miller, giavellottista statunitense († 2016)
- 1930 - Walter Mischel, psicologo austriaco († 2018)
- 1930 - Giuliano Montaldo, regista, sceneggiatore e attore italiano († 2023)
- 1930 - Pietro Nascimbene, ciclista su strada italiano († 2022)
- 1930 - Marni Nixon, soprano, attrice e doppiatrice statunitense († 2016)
- 1930 - Alfredo Sadel, tenore, compositore e attore venezuelano († 1989)
- 1931 - Andreu Bosch, calciatore spagnolo († 2004)
- 1931 - Micheline Béjaud, cestista francese († 1992)
- 1931 - Raniero La Valle, giornalista e politico italiano
- 1931 - Maret-Mai Otsa, cestista sovietica († 2020)
- 1931 - Kamiel Reynders, ex nuotatore belga
- 1932 - Salvatore Baccaro, attore italiano († 1984)
- 1932 - Silvano Ciampi, ciclista su strada e dirigente sportivo italiano († 2022)
- 1932 - Ted Kennedy, politico statunitense († 2009)
- 1932 - Robert Opron, designer francese († 2021)
- 1932 - Nicola Palladino, dirigente sportivo e scacchista italiano († 2008)
- 1933 - Nina Arciševskaja, cestista sovietica († 2019)
- 1933 - Emilio Bizzi, neuroscienziato statunitense
- 1933 - Dave Brown, allenatore di pallacanestro statunitense († 2009)
- 1933 - Roger Gicquel, giornalista e conduttore televisivo francese († 2010)
- 1933 - Sheila Hancock, attrice britannica
- 1933 - Keith Johnstone, regista teatrale e drammaturgo britannico († 2023)
- 1933 - Katharine Worsley, duchessa britannica
- 1933 - Marcello Mandò, attore e doppiatore italiano († 2002)
- 1933 - Ivy Nicholson, supermodella e attrice statunitense († 2021)
- 1933 - Nicholas Pileggi, scrittore e sceneggiatore statunitense
- 1933 - Giuseppe Rossicone, scultore e ceramista italiano († 2023)
- 1933 - Bobby Smith, calciatore inglese († 2010)
- 1934 - Sparky Anderson, giocatore di baseball e allenatore di baseball statunitense († 2010)
- 1934 - Luis Maidana, ex calciatore uruguaiano
- 1934 - Birgit Nordin, soprano svedese († 2022)
- 1934 - Khun Sa, criminale birmano († 2007)
- 1935 - Ferruccio Alessandri, fumettista, grafico e traduttore italiano
- 1935 - Danilo Kiš, scrittore jugoslavo († 1989)
- 1935 - Valdis Muižnieks, cestista sovietico († 2013)
- 1936 - John Michael Bishop, biologo statunitense
- 1936 - Archie Dees, cestista statunitense († 2016)
- 1936 - Karol Divín, pattinatore artistico su ghiaccio cecoslovacco († 2022)
- 1936 - Péter Ilku, calciatore ungherese († 2005)
- 1936 - Henny Moan, attrice norvegese († 2024)
- 1936 - Kyōichi Sawada, fotografo giapponese († 1970)
- 1936 - Dariusz Świerczewski, cestista polacco († 2005)
- 1937 - Noel Murphy, ex rugbista a 15, allenatore di rugby a 15 e dirigente sportivo irlandese
- 1937 - Petar Radaković, calciatore jugoslavo († 1966)
- 1937 - Joanna Russ, autrice di fantascienza statunitense († 2011)
- 1937 - Rolf Schafstall, allenatore di calcio e calciatore tedesco († 2018)
- 1938 - Bobby Hendricks, cantante statunitense († 2022)
- 1938 - Robert Christophe, nuotatore francese († 2016)
- 1938 - Barry Dennen, cantante, attore e sceneggiatore statunitense († 2017)
- 1938 - Karin Dor, attrice tedesca († 2017)
- 1938 - Timmy Mayer, pilota automobilistico statunitense († 1964)
- 1938 - Joseph Nguyễn Tích Đức, vescovo cattolico vietnamita († 2011)
- 1938 - Artavazd Pelešjan, regista armeno
- 1938 - Alfonso Pontrandolfi, politico italiano
- 1938 - Taha Yassin Ramadan, politico e militare iracheno († 2007)
- 1938 - Ishmael Reed, poeta, saggista e scrittore statunitense
- 1938 - Guido Vanzetti, fotografo e regista italiano († 1994)
- 1939 - Bachisio Bandinu, antropologo, giornalista e scrittore italiano
- 1939 - Silvano Carroli, baritono italiano († 2020)
- 1939 - Jonathan Cecil, attore, doppiatore e giornalista britannico († 2011)
- 1939 - André Lawrence, attore canadese
- 1939 - Arnaldo Mazzanti, scultore e pittore italiano
- 1939 - Heinrich Pfeiffer, presbitero e storico dell'arte tedesco († 2021)
- 1939 - Paolo Salvati, pittore italiano († 2014)
- 1939 - Manuel dos Santos Filho, ex nuotatore brasiliano
- 1939 - Phyllis Theroux, scrittrice e giornalista statunitense
- 1939 - Gōzō Yoshimasu, poeta, fotografo e artista giapponese
- 1940 - Aracy Balabanian, attrice brasiliana († 2023)
- 1940 - Ugo Colombo, ciclista su strada italiano († 2019)
- 1940 - Judy Cornwell, attrice britannica
- 1940 - Andreina De Clementi, storica italiana († 2022)
- 1940 - Jon Elster, filosofo e sociologo norvegese
- 1940 - Giovanni Frau, linguista e filologo italiano
- 1940 - Billy Name, fotografo e regista statunitense († 2016)
- 1940 - Franco Massa, imprenditore italiano († 2023)
- 1940 - Chet Walker, cestista statunitense († 2024)
- 1941 - Yorgos Arvanitis, direttore della fotografia greco
- 1941 - Marco Polo Del Nero, avvocato e dirigente sportivo brasiliano
- 1941 - Hipólito Mejía, politico e imprenditore dominicano
- 1941 - Leland Mitchell, cestista statunitense († 2013)
- 1941 - Jürgen Nöldner, calciatore tedesco orientale († 2022)
- 1942 - Tania Béryl, attrice e ballerina tedesca
- 1942 - Bernard Genoud, vescovo cattolico svizzero († 2010)
- 1942 - Christine Keeler, modella e showgirl britannica († 2017)
- 1942 - Vojin Lazarević, allenatore di calcio e ex calciatore jugoslavo
- 1942 - Tadashi Nakamura, karateka giapponese
- 1942 - Luigi Roni, basso italiano († 2020)
- 1943 - Terry Eagleton, critico letterario inglese
- 1943 - Horst Köhler, politico, economista e funzionario tedesco († 2025)
- 1943 - Enju Todorov, lottatore bulgaro († 2022)
- 1943 - Dick Van Arsdale, cestista, allenatore di pallacanestro e dirigente sportivo statunitense († 2024)
- 1943 - Tom Van Arsdale, ex cestista statunitense
- 1943 - Ėduard Limonov, scrittore e politico russo († 2020)
- 1943 - Otoya Yamaguchi, assassino giapponese († 1960)
- 1944 - Sammy Betancourt, ex cestista portoricano
- 1944 - Maurizio Blondet, saggista italiano
- 1944 - Bernardino Busi, ex calciatore italiano
- 1944 - Mark Charig, trombettista britannico
- 1944 - Jonathan Demme, regista, produttore cinematografico e produttore televisivo statunitense († 2017)
- 1944 - Maria Teresa Giaveri, francesista, traduttrice e saggista italiana
- 1944 - Robert Kardashian, avvocato e imprenditore statunitense († 2003)
- 1944 - Goose Ligon, cestista statunitense († 2004)
- 1944 - Leandro Lucchetti, sceneggiatore e regista italiano
- 1944 - Tom Okker, ex tennista olandese
- 1944 - Philip Tagg, musicologo britannico († 2024)
- 1944 - Nikola Špear, tennista jugoslavo († 2017)
- 1945 - Ian L. Campbell, storico britannico
- 1945 - Leslie Charleson, attrice statunitense († 2025)
- 1945 - Frank Donlavey, allenatore di calcio e calciatore scozzese († 2008)
- 1945 - Oliver, cantante statunitense († 2000)
- 1945 - Concetto Scivoletto, politico italiano
- 1945 - Joseph diGenova, avvocato statunitense
- 1946 - Cristina Alberdi, politica, avvocata e attivista spagnola († 2024)
- 1946 - Éric Aumonier, vescovo cattolico francese
- 1946 - Giorgio Baldi, arbitro di calcio italiano
- 1946 - Kresten Bjerre, calciatore danese († 2014)
- 1946 - Wilfried David, ciclista su strada belga († 2015)
- 1946 - Evert Dolman, ciclista su strada olandese († 1993)
- 1946 - Alexander Langer, politico, saggista e giornalista italiano († 1995)
- 1946 - Martin Martínez, ciclista su strada spagnolo († 2012)
- 1946 - Danny Wright, cantante, tastierista e tecnico del suono statunitense
- 1947 - Ottavio Alfieri, cardiochirurgo italiano
- 1947 - Jurij Bizjak, vescovo cattolico sloveno
- 1947 - John Wiley Bryant, politico statunitense
- 1947 - Maurizio De Angelis, cantautore, compositore e arrangiatore italiano
- 1947 - Deborah Grant, attrice britannica
- 1947 - Harvey Mason, batterista statunitense
- 1947 - Richard North Patterson, avvocato e scrittore statunitense
- 1947 - John Radford, allenatore di calcio e ex calciatore inglese
- 1947 - Hajime Sorayama, artista e illustratore giapponese
- 1947 - Andrea Valcarenghi, attivista, editore e scrittore italiano
- 1947 - Howie Wright, ex cestista statunitense
- 1947 - Sōji Yoshikawa, sceneggiatore, animatore e regista giapponese
- 1948 - John Ashton, attore statunitense († 2024)
- 1948 - Dennis Awtrey, ex cestista statunitense
- 1948 - Giuseppe Bellocco, mafioso italiano
- 1948 - Angelika Bender, attrice, doppiatrice e conduttrice radiofonica tedesca
- 1948 - Giovanni Fiorentini, fisico italiano († 2022)
- 1948 - Francesco Fonti, mafioso e collaboratore di giustizia italiano († 2012)
- 1948 - Rhonda Hynes, ex cestista australiana
- 1948 - Joe LaBarbera, batterista e compositore statunitense
- 1948 - Jacques Fred Petrus, disc jockey e produttore discografico francese († 1987)
- 1948 - Antonio Razzi, personaggio televisivo e ex politico italiano
- 1948 - Linda de Suza, cantante e scrittrice portoghese († 2022)
- 1949 - Rosalba Bongiovanni, doppiatrice e attrice italiana
- 1949 - John Duncan, calciatore e allenatore di calcio britannico († 2022)
- 1949 - Salvatore Giannella, giornalista italiano
- 1949 - Niki Lauda, pilota automobilistico, imprenditore e dirigente sportivo austriaco († 2019)
- 1949 - Ol'ga Morozova, allenatrice di tennis e ex tennista russa
- 1949 - Martin Reynolds, ex velocista britannico
- 1949 - Joachim Witt, cantante, musicista e chitarrista tedesco
- 1949 - Hamad bin Mohammed Al Sharqi, emiro emiratino
- 1950 - Julius Erving, ex cestista statunitense
- 1950 - Gianni Ippoliti, conduttore televisivo, autore televisivo e attore italiano
- 1950 - Lenny Kuhr, cantante olandese
- 1950 - Miou-Miou, attrice francese
- 1950 - Genesis P-Orridge, cantante e musicista britannico († 2020)
- 1950 - Gyula Visnyei, ex calciatore e ex giocatore di calcio a 5 ungherese
- 1950 - Julie Walters, attrice e comica britannica
- 1950 - Awn Shawkat al-Khasawneh, politico e magistrato giordano
- 1951 - Tom Benetollo, politico italiano († 2004)
- 1951 - Bruno Boscherie, ex schermidore francese
- 1951 - Rita Calderoni, attrice italiana
- 1951 - Ellen Greene, cantante e attrice statunitense
- 1951 - Ted Manakas, ex cestista statunitense
- 1951 - Elaine Tanner, ex nuotatrice canadese
- 1952 - James Bagian, ex astronauta e fisico statunitense
- 1952 - Marcos Caruso, attore, drammaturgo e regista brasiliano
- 1952 - Antonio Catania, attore italiano
- 1952 - Cyrinda Foxe, attrice statunitense († 2002)
- 1952 - Bill Frist, politico statunitense
- 1952 - István Magas, ex pallanuotista ungherese
- 1952 - Issei Ogata, attore e comico giapponese
- 1952 - Khadga Prasad Sharma Oli, politico nepalese
- 1952 - Ian Robins, ex calciatore inglese
- 1952 - James Tarjan, scacchista statunitense
- 1952 - Thomas Wessinghage, ex mezzofondista tedesco
- 1953 - Franco Baraldi, dirigente sportivo e rugbista a 15 italiano
- 1953 - Enzo Barazza, politico italiano († 2024)
- 1953 - David Bradford, ex calciatore inglese
- 1953 - Gerardo Cinti, ex rugbista a 15 e allenatore di rugby a 15 italiano
- 1953 - Romas Kalanta, attivista lituano († 1972)
- 1953 - Denka Katić, ex cestista jugoslava
- 1953 - Evelyn Kaufer, ex velocista tedesca
- 1953 - Fabrizio Passarella, artista italiano
- 1953 - Nigel Planer, attore, commediografo e comico britannico
- 1954 - Antonino De Francesco, storico italiano
- 1954 - Ricardo Ferretti, allenatore di calcio e ex calciatore brasiliano
- 1954 - Marion Greig, ex canottiera statunitense
- 1954 - Pedro Brito Guimarães, arcivescovo cattolico brasiliano
- 1954 - Nicolas Marié, attore francese
- 1954 - Marzio Sepe, mafioso italiano († 2025)
- 1954 - Russell Simpson, ex tennista neozelandese
- 1954 - Ian Stark, cavaliere britannico
- 1955 - Kerstin Berglund, ex cestista svedese
- 1955 - Edward Burtynsky, fotografo e artista canadese
- 1955 - Ferenc Fülöp, ex calciatore ungherese
- 1955 - Damiano Morra, allenatore di calcio e ex calciatore italiano
- 1955 - Barbara Rizzo, italiana († 1985)
- 1955 - José Ruiz, allenatore di pallacanestro francese
- 1955 - Danica Simšič, politica slovena
- 1955 - Shri Thanedar, politico indiano
- 1955 - Yang Lian, poeta svizzero
- 1956 - Harald Aabrekk, allenatore di calcio e ex calciatore norvegese
- 1956 - Tiziano Bieller, ex sciatore alpino italiano
- 1956 - Philip Kerr, scrittore scozzese († 2018)
- 1956 - Antonio Marano, politico e manager italiano
- 1956 - Stuart William Peach, generale britannico
- 1956 - Nadia Pinardi, oceanografa italiana
- 1956 - Willie Quiñones, ex cestista portoricano
- 1957 - Robert Bathurst, attore inglese
- 1957 - Luca Bercovici, regista, sceneggiatore e attore statunitense
- 1957 - Antonella Ferrera, giornalista, scrittrice e conduttrice radiofonica italiana
- 1957 - Roberto Incontri, fisioterapista e ex calciatore italiano
- 1957 - Bruno Moretti, compositore, pianista e direttore d'orchestra italiano
- 1957 - Sonja Vermeulen, ex cestista belga
- 1958 - Paolo Borelli, ex calciatore italiano
- 1958 - Paul Brush, allenatore di calcio e ex calciatore inglese
- 1958 - Gilberto Corbellini, filosofo e saggista italiano
- 1958 - Torill Fjeldstad, ex sciatrice alpina e sciatrice di velocità norvegese
- 1958 - Richard Greenberg, drammaturgo e sceneggiatore statunitense († 2025)
- 1958 - John May, ex cestista statunitense
- 1958 - Clay Remini, compositore e disc jockey italiano
- 1958 - Spyridon Skembris, scacchista greco
- 1958 - Marija Uzelac, ex cestista jugoslava
- 1959 - Jon Eilert Bøgseth, ex saltatore con gli sci norvegese
- 1959 - Michail Naumovič Gurevič, scacchista turco
- 1959 - Holger Hieronymus, ex calciatore tedesco
- 1959 - Lewis Lloyd, cestista statunitense († 2019)
- 1959 - Kyle MacLachlan, attore statunitense
- 1959 - Odette Mistoul, ex pesista gabonese
- 1959 - Tom Erik Oxholm, ex pattinatore di velocità su ghiaccio norvegese
- 1960 - Paul Abbott, sceneggiatore e produttore televisivo britannico
- 1960 - Piero Degli Antoni, scrittore e giornalista italiano
- 1960 - Jean-François Lepage, fotografo francese
- 1960 - Cássio Motta, ex tennista brasiliano
- 1960 - Antar Osmani, ex calciatore algerino
- 1960 - Enrico Perano, pattinatore italiano
- 1960 - Francesco Prando, doppiatore e attore italiano
- 1961 - Patrick Cabanel, storico francese
- 1961 - Mark Day, montatore britannico
- 1961 - Mago Forest, comico, showman e conduttore televisivo italiano
- 1961 - Bruno Génard, ex pentatleta francese
- 1961 - Christopher Hart, attore canadese
- 1961 - Mike Hohensee, ex giocatore di football americano e allenatore di football americano statunitense
- 1961 - Iwona Kuczyńska, ex tennista polacca
- 1961 - Sergio Sellitto, dirigente d'azienda italiano
- 1961 - Akira Takasaki, chitarrista e polistrumentista giapponese
- 1961 - Rolf Thorsen, ex canottiere norvegese
- 1962 - Elisa Garcia, ex cestista brasiliana
- 1962 - Christian Gombe, ex cestista centrafricano
- 1962 - Steve Irwin, naturalista, personaggio televisivo e divulgatore scientifico australiano († 2006)
- 1962 - Rob Johnson, ex calciatore inglese
- 1962 - Olivier Latry, organista e compositore francese
- 1962 - Lenda Murray, ex culturista statunitense
- 1962 - Ivo Muser, vescovo cattolico italiano
- 1962 - Jim Petersen, ex cestista e allenatore di pallacanestro statunitense
- 1962 - Paolo Tomasoni, allenatore di calcio e ex calciatore italiano
- 1962 - Ethan Wayne, attore e stuntman statunitense
- 1963 - Giovanni Guardiano, attore italiano
- 1963 - Xóchitl Gálvez, politica e ingegnera messicana
- 1963 - Carin Hernskog, ex sciatrice freestyle svedese
- 1963 - Pedro Jaro, ex calciatore spagnolo
- 1963 - Nausicaa Policicchio, soprano italiana († 2018)
- 1963 - Hans-Peter Portmann, banchiere e politico svizzero
- 1963 - Jan Olde Riekerink, allenatore di calcio e ex calciatore olandese
- 1963 - Matthias Ring, vescovo vetero-cattolico tedesco
- 1963 - Giovanni Roma, ex giocatore di calcio a 5 italiano
- 1963 - Herb Sendek, allenatore di pallacanestro statunitense
- 1963 - Vijay Singh, golfista figiano
- 1964 - Tommie Agee, ex giocatore di football americano statunitense
- 1964 - Ed Boon, programmatore e autore di videogiochi statunitense
- 1964 - José Celestino Campusano, regista e sceneggiatore argentino
- 1964 - Gigi Fernández, ex tennista statunitense
- 1964 - Andrea Galassi, dirigente sportivo e ex calciatore italiano
- 1964 - Jenny Jenssen, cantante norvegese
- 1964 - Luís Fernando Flores, ex calciatore brasiliano
- 1964 - Kouji Okada, autore di videogiochi giapponese
- 1964 - Son Hyung-sun, ex calciatore sudcoreano
- 1964 - Simona Tagli, showgirl e conduttrice televisiva italiana
- 1964 - Tan Hui-lin, ex cestista taiwanese
- 1964 - William Tanui, ex mezzofondista keniota
- 1964 - Henryk Wardach, cestista polacco († 2018)
- 1964 - Magnus Wislander, ex pallamanista e allenatore di pallamano svedese
- 1964 - James Wlcek, attore statunitense
- 1964 - Atsuko Yamano, batterista e bassista giapponese
- 1965 - Sooraj Barjatya, regista, sceneggiatore e produttore cinematografico indiano
- 1965 - Valeryj Capkala, politico e diplomatico bielorusso
- 1965 - Chris Dudley, ex cestista statunitense
- 1965 - Alberto Gatti, ex cestista italiano
- 1965 - Steven Hallard, ex arciere britannico
- 1965 - Pat LaFontaine, ex hockeista su ghiaccio statunitense
- 1965 - Claudine Loquen, pittrice francese
- 1965 - Scott Lowell, attore statunitense
- 1965 - Marit Mikkelsplass, ex fondista norvegese
- 1965 - Aljaksandr Papoŭ, ex biatleta bielorusso
- 1965 - Giuseppe Pregnolato, allenatore di calcio e ex calciatore italiano
- 1965 - Roberto Santilli, allenatore di pallavolo italiano
- 1965 - Steve Speirs, attore gallese
- 1966 - Yahya Ayyash, ingegnere militare palestinese († 1996)
- 1966 - Roberto Danovaro, biologo italiano
- 1966 - Rachel Dratch, attrice statunitense
- 1966 - Marcelo Gonçalves, ex calciatore brasiliano
- 1966 - Thorsten Kaye, attore tedesco
- 1966 - Luca Marchegiani, dirigente sportivo e ex calciatore italiano
- 1966 - Santos Montoya Torres, vescovo cattolico spagnolo
- 1966 - Thomas Schäfer, politico tedesco († 2020)
- 1966 - Aiden Shaw, scrittore, modello e ex attore pornografico britannico
- 1966 - Luca Tramontin, ex rugbista a 15 e autore televisivo italiano
- 1966 - Matteo Zanotti, doppiatore italiano
- 1967 - Paolo Baltaro, polistrumentista, arrangiatore e produttore discografico italiano
- 1967 - Steve Broussard, ex giocatore di football americano statunitense
- 1967 - Paul Cook, allenatore di calcio e ex calciatore inglese
- 1967 - Dmitrij Dedov, magistrato russo
- 1967 - Avi Gabbay, politico e imprenditore israeliano
- 1967 - Herwig Gössl, arcivescovo cattolico tedesco
- 1967 - Paul Lieberstein, sceneggiatore, produttore televisivo e attore statunitense
- 1967 - Alf Poier, comico e cantante austriaco
- 1967 - Pietro Scarduzio, allenatore di pallavolo italiano
- 1967 - Thomas Westphal, politico tedesco
- 1968 - Erica Alfridi, ex marciatrice italiana
- 1968 - Glen Alvelais, chitarrista statunitense
- 1968 - Delfina del Belgio, principessa belga
- 1968 - Tony Nappo, attore canadese
- 1968 - Bradley Nowell, cantautore e musicista statunitense († 1996)
- 1968 - Elena Presti, attrice e cantante italiana
- 1968 - Jeri Ryan, attrice statunitense
- 1968 - Ulrike Stanggassinger, sciatrice alpina tedesca († 2019)
- 1968 - Jayson Williams, ex cestista statunitense
- 1969 - Mark Chmura, ex giocatore di football americano statunitense
- 1969 - Joaquín Cortés, ballerino spagnolo
- 1969 - Shaka Hislop, ex calciatore trinidadiano
- 1969 - Shawn Jefferson, ex giocatore di football americano e allenatore di football americano statunitense
- 1969 - Alexander Koch, ex schermidore tedesco
- 1969 - Brian Laudrup, ex calciatore danese
- 1969 - Claudio Mancini, politico italiano
- 1969 - Stefania Maurizi, giornalista italiana
- 1969 - Joakim Svalberg, tastierista svedese
- 1969 - Marc Wilmots, dirigente sportivo, allenatore di calcio e ex calciatore belga
- 1970 - Lorenzo Hengeller, pianista, cantautore e compositore italiano
- 1970 - Adam Keefe, ex cestista statunitense
- 1970 - Nicole Oliver, doppiatrice canadese
- 1970 - Mauricio Reggiardo, ex rugbista a 15 e allenatore di rugby a 15 argentino
- 1970 - Jeremy Shamos, attore statunitense
- 1970 - Manuela Stellmach, ex nuotatrice tedesca
- 1970 - Simone Tebet, politica e avvocata brasiliana
- 1970 - Wolfram Waibel Jr., ex tiratore a segno austriaco
- 1971 - Vincenzo Cantatore, ex pugile italiano
- 1971 - Alberto García, ex mezzofondista spagnolo
- 1971 - Arnon Grunberg, scrittore e blogger olandese
- 1971 - Lea Salonga, attrice, cantante e produttrice teatrale filippina
- 1971 - Stéphane Jobard, allenatore di calcio e ex calciatore francese
- 1971 - Etsuko Kozakura, doppiatrice giapponese
- 1971 - Clement Papa, arcivescovo cattolico papuano
- 1971 - Jose Solano, attore statunitense
- 1971 - Andrea Stella, ingegnere italiano
- 1972 - Lisa Bertini, ex canottiera italiana
- 1972 - Vincenzo Bocciarelli, attore, pittore e produttore cinematografico italiano
- 1972 - Vanni Bramati, attore e sceneggiatore italiano
- 1972 - Michael Chang, allenatore di tennis e ex tennista statunitense
- 1972 - Volfango De Biasi, regista, sceneggiatore e scrittore italiano
- 1972 - Claudio Finetti, ex calciatore italiano
- 1972 - Katarzyna Groniec, cantante polacca
- 1972 - Glen Gwynne, ex calciatore australiano
- 1972 - Laurence Leboucher, ex mountain biker, ciclocrossista e ciclista su strada francese
- 1972 - Oh! great, fumettista e character designer giapponese
- 1972 - Claudia Pechstein, pattinatrice di velocità su ghiaccio tedesca
- 1972 - Haim Revivo, ex calciatore israeliano
- 1972 - Walter Rolfo, autore televisivo, scrittore e illusionista italiano
- 1972 - Markus Rühl, culturista tedesco
- 1972 - Ben Sasse, politico statunitense
- 1972 - Mvula Sungani, coreografo, regista e autore televisivo italiano
- 1972 - Duane Swierczynski, scrittore e giornalista statunitense
- 1972 - Rolando Villazón, tenore messicano
- 1972 - Wolfgang Wienand, schermidore tedesco
- 1972 - Massimo Zucchelli, ex sciatore alpino italiano
- 1973 - Archil Arveladze, ex calciatore georgiano
- 1973 - Shota Arveladze, allenatore di calcio e ex calciatore georgiano
- 1973 - Michal Beran, ex hockeista su ghiaccio slovacco
- 1973 - Masato Fue, ex calciatore giapponese
- 1973 - Philippe Gaumont, ciclista su strada e pistard francese († 2013)
- 1973 - Olivier Girault, allenatore di pallamano, ex pallamanista e dirigente sportivo francese
- 1973 - Aleksandr Kott, regista russo
- 1973 - Plamen Kralev, pilota automobilistico e imprenditore bulgaro
- 1973 - Claus Lundekvam, ex calciatore norvegese
- 1973 - Daniel Loeble, batterista svizzero
- 1973 - Alex Metzger, bobbista tedesco
- 1973 - Édouard Ngirente, economista e politico ruandese
- 1973 - Fabrizio Paterlini, pianista e compositore italiano
- 1973 - Juninho Paulista, dirigente sportivo e ex calciatore brasiliano
- 1973 - Scott Phillips, batterista statunitense
- 1973 - Gianfranco Rufa, politico italiano
- 1974 - James Blunt, cantautore, musicista e ex militare britannico
- 1974 - Dominika Butkiewicz, ex schermitrice polacca
- 1974 - James Lavelle, musicista e produttore discografico britannico
- 1974 - Kyōko Nagatsuka, ex tennista giapponese
- 1974 - Simona Nasi, attrice italiana
- 1974 - Antonio Nicoletti, politico e urbanista italiano
- 1974 - Markus Schopp, allenatore di calcio e ex calciatore austriaco
- 1974 - Matthew White, dirigente sportivo, ex ciclista su strada e pistard australiano
- 1975 - Alun Armstrong, allenatore di calcio e ex calciatore inglese
- 1975 - Drew Barrymore, attrice, produttrice cinematografica e regista statunitense
- 1975 - Ol'ga Budina, attrice teatrale e attrice cinematografica russa
- 1975 - Aleksandr Gaýzer, arbitro di calcio kazako
- 1975 - Gianni Guigou, ex calciatore uruguaiano
- 1975 - Ruslana Kyryčenko, ex cestista ucraina
- 1975 - Salvatore Loria, karateka italiano
- 1975 - Fele Martínez, attore spagnolo
- 1975 - Lee Nailon, ex cestista statunitense
- 1975 - Charles O'Bannon, ex cestista statunitense
- 1975 - Sébastien Tellier, cantautore, musicista e polistrumentista francese
- 1975 - Daniela Vassalli, maratoneta e fondista di corsa in montagna italiana
- 1976 - Christopher Isengwe, maratoneta tanzaniano
- 1976 - Matthieu Louis-Jean, ex calciatore francese
- 1976 - Alyssa Mastromonaco, politica statunitense
- 1976 - Tamara Mello, attrice statunitense
- 1976 - Faan Rautenbach, ex rugbista a 15 sudafricano
- 1976 - Christian Wegmann, ex ciclista su strada e dirigente sportivo tedesco
- 1976 - Matija Đulvat, allenatore di calcio a 5 e ex giocatore di calcio a 5 croato
- 1977 - Brendan Casey, velista australiano
- 1977 - Mads Kaggestad, ex ciclista su strada norvegese
- 1977 - Shaina Mulkern, ex sciatrice alpina statunitense
- 1977 - Julio Hernán Rossi, ex calciatore argentino
- 1977 - Melanie Schnell, ex tennista austriaca
- 1977 - Manuela Secolo, ex pallavolista italiana
- 1977 - Didargylyç Urazow, calciatore turkmeno († 2016)
- 1977 - Hakan Yakın, allenatore di calcio e ex calciatore svizzero
- 1978 - Zoltán Balog, ex calciatore ungherese
- 1978 - Luca Betti, pilota automobilistico e personaggio televisivo italiano
- 1978 - Michele Cardinali, ex cestista italiano
- 1978 - Chen Sicheng, attore, regista e sceneggiatore cinese
- 1978 - Marko Ciurlizza, ex calciatore peruviano
- 1978 - Dominic Demeritte, ex velocista bahamense
- 1978 - Jenny Frost, cantante e conduttrice televisiva britannica
- 1978 - Chiara Fumai, performance artist italiana († 2017)
- 1978 - Demond Mallet, ex cestista statunitense
- 1978 - Tomi Metsäketo, cantante finlandese
- 1978 - Pete Mickeal, ex cestista e procuratore sportivo statunitense
- 1978 - Friedrich Pinter, ex biatleta e fondista austriaco
- 1978 - Heidi Renoth, ex snowboarder tedesca
- 1978 - Anders Rotevatn, ex calciatore norvegese
- 1978 - Trond Viggo Toresen, ex calciatore norvegese
- 1978 - Donna Vivino, attrice e cantante statunitense
- 1979 - Mehdi Amirabadi, ex calciatore iraniano
- 1979 - Rainer Bieli, allenatore di calcio e ex calciatore svizzero
- 1979 - Brett Emerton, ex calciatore australiano
- 1979 - Débora Falabella, attrice brasiliana
- 1979 - Loris Frasnelli, fondista italiano
- 1979 - Muyaya Kayembe, ex calciatore della Repubblica Democratica del Congo
- 1979 - Lee Na-young, attrice sudcoreana
- 1979 - Jefferson Louis, allenatore di calcio e ex calciatore inglese
- 1979 - Andrejs Pavlovs, ex calciatore lettone
- 1979 - Darko Rajaković, allenatore di pallacanestro serbo
- 1979 - Pierre Regonesi, calciatore italiano
- 1979 - Yasunori Takada, ex calciatore giapponese
- 1979 - Péter Veres, ex pallavolista ungherese
- 1980 - Jeanette Biedermann, cantante e attrice tedesca
- 1980 - Claudia Burkart, hockeista su prato argentina
- 1980 - Alessandro Cavallaro, ex velocista italiano
- 1980 - Milen Dobrev, sollevatore bulgaro († 2015)
- 1980 - Jimmie Ericsson, hockeista su ghiaccio svedese
- 1980 - Giuseppe Ippoliti, doppiatore italiano
- 1980 - Petra Knor, ex sciatrice alpina austriaca
- 1980 - Ivan Levenec, ex calciatore russo
- 1980 - Marid Mutalimov, lottatore kazako
- 1980 - Marco Tomassoni, allenatore di calcio e ex calciatore sammarinese
- 1980 - Sebastián Torrico, ex calciatore argentino
- 1980 - Erzsébet Viski, canoista ungherese
- 1981 - Klaus Alinen, ex giocatore di football americano e allenatore di football americano finlandese
- 1981 - Asan Bazaev, ex ciclista su strada kazako
- 1981 - Marta Dziadura, pentatleta polacca
- 1981 - Aurimas Kučys, ex calciatore lituano
- 1981 - David Martin, ex tennista statunitense
- 1981 - David Norris, calciatore inglese
- 1981 - Chakuza, rapper austriaco
- 1981 - Adriano Pigato, ex cestista italiano
- 1981 - Bobbie Singer, cantante austriaca
- 1981 - Elaia Torrontegui, ex taekwondoka spagnola
- 1981 - Élodie Yung, attrice francese
- 1982 - Jacob Armen, batterista e percussionista statunitense
- 1982 - Rashad Baker, giocatore di football americano statunitense
- 1982 - Ron Bartell, ex giocatore di football americano statunitense
- 1982 - Erroyl Bing, ex cestista statunitense
- 1982 - Giuseppe Chiazzese, politico italiano
- 1982 - Anthony D'Esposito, politico statunitense
- 1982 - Edwin González, calciatore guatemalteco
- 1982 - Buğra Gülsoy, attore, regista e sceneggiatore turco
- 1982 - András Hajnal, tuffatore ungherese
- 1982 - Jenna Haze, ex attrice pornografica statunitense
- 1982 - Žygimantas Jonušas, ex cestista lituano
- 1982 - Dichen Lachman, attrice australiana
- 1982 - Travis Mayer, ex sciatore freestyle statunitense
- 1982 - Tetjana Petljuk, ex mezzofondista ucraina
- 1982 - Boonsak Ponsana, giocatore di badminton thailandese
- 1982 - Susanna Pöykiö, ex pattinatrice artistica su ghiaccio finlandese
- 1982 - Cristian Savani, ex pallavolista italiano
- 1982 - Hillary Scholten, politica statunitense
- 1982 - Marlies Smulders, canottiera olandese
- 1982 - Shawntae Spencer, giocatore di football americano statunitense
- 1982 - Siaka Tiéné, ex calciatore ivoriano
- 1983 - Penny Flame, ex attrice pornografica statunitense
- 1983 - Alanzinho, ex calciatore brasiliano
- 1983 - JR, artista francese
- 1983 - Christian Menardi, allenatore di hockey su ghiaccio e ex hockeista su ghiaccio italiano
- 1983 - Darius Miceika, ex calciatore lituano
- 1983 - Chris Morris, giocatore di football americano statunitense
- 1983 - Povilas Mykolaitis, ex lunghista lituano
- 1983 - Renzo Omar Ruggiero, ex calciatore argentino
- 1983 - Iliza Shlesinger, comica e attrice statunitense
- 1983 - Dag Martin Tverborgvik, ex calciatore norvegese
- 1984 - Tommy Bowe, ex rugbista a 15 irlandese
- 1984 - Julio Colombo, ex calciatore francese
- 1984 - Branislav Ivanović, ex calciatore serbo
- 1984 - Diego Mesaglio, attore argentino
- 1984 - Patrick Murphy, ex nuotatore australiano
- 1984 - Arlie Ray, cantante giapponese
- 1984 - Alice Romagnoli, ex cestista italiana
- 1984 - Johanne Schmidt-Nielsen, politica danese
- 1984 - Jevhen Shyryayev, allenatore di calcio e ex calciatore ucraino
- 1984 - Vol'ha Sudarava, lunghista bielorussa
- 1984 - Luiz Felipe Ventura dos Santos, calciatore brasiliano
- 1984 - Jamar Wilson, ex cestista statunitense
- 1984 - Ali Çamdalı, allenatore di calcio e ex calciatore tedesco
- 1985 - Iven Austbø, ex calciatore norvegese
- 1985 - Marius Bako, ex calciatore francese
- 1985 - Toddla T, cantautore, disc jockey e produttore discografico britannico
- 1985 - Hameur Bouazza, ex calciatore francese
- 1985 - Bombayla Devi Laishram, ex arciera indiana
- 1985 - Igor Đurić, ex calciatore serbo
- 1985 - José Fuenzalida, ex calciatore cileno
- 1985 - Ryōma Hagiyama, ex giocatore di football americano giapponese
- 1985 - Ross Hutchins, allenatore di tennis e ex tennista britannico
- 1985 - Darina Johnová, ex cestista ceca
- 1985 - Filip Marčić, calciatore croato
- 1985 - Giōrgos Printezīs, ex cestista greco
- 1985 - Larissa Riquelme, modella, personaggio televisivo e attrice paraguaiana
- 1985 - Valero Rivera Folch, pallamanista spagnolo
- 1985 - Zach Roerig, attore statunitense
- 1985 - Thomas Rüfenacht, ex hockeista su ghiaccio svizzero
- 1985 - Luca Santolini, politico sammarinese
- 1985 - Erlend Storesund, ex calciatore norvegese
- 1985 - Sebastián Tagliabúe, ex calciatore argentino
- 1985 - Fernando Velasco, giocatore di football americano statunitense
- 1985 - João Paulo da Silva, calciatore brasiliano
- 1986 - Işıl Alben, cestista turca
- 1986 - Mark Allen, giocatore di snooker britannico
- 1986 - Toshihiro Aoyama, ex calciatore giapponese
- 1986 - Ignacio Boggino, calciatore argentino
- 1986 - Michał Chyliński, cestista polacco
- 1986 - Róbert Feczesin, calciatore ungherese
- 1986 - Josh Helman, attore australiano
- 1986 - Miko Hughes, attore statunitense
- 1986 - David Jackson, cestista statunitense
- 1986 - Ivan Knežević, ex calciatore montenegrino
- 1986 - Abraham Minero, ex calciatore spagnolo
- 1986 - Georgi Kabakov, arbitro di calcio bulgaro
- 1986 - Enzo Pérez, calciatore argentino
- 1986 - Rajon Rondo, ex cestista statunitense
- 1986 - Monika Seps, scacchista svizzera
- 1986 - Sini Sabotage, rapper e disc jockey finlandese
- 1986 - Avinesh Suwamy, calciatore figiano
- 1987 - Talal Al-Amer, calciatore kuwaitiano
- 1987 - Mustafa Açılan, attore turco
- 1987 - Flavien Belson, ex calciatore francese
- 1987 - Mirko Drudi, calciatore italiano
- 1987 - Eda Erdem, pallavolista turca
- 1987 - Han Hyo-joo, attrice sudcoreana
- 1987 - José Joaquín Martínez, ex calciatore messicano
- 1987 - Sergio Romero, calciatore argentino
- 1987 - Jonathan Schunke, ex calciatore argentino
- 1987 - Itay Shechter, ex calciatore israeliano
- 1987 - Luca Stefani, pattinatore di velocità su ghiaccio italiano
- 1987 - Lasse Vibe, ex calciatore danese
- 1987 - Christian Willeit, hockeista su ghiaccio italiano
- 1988 - Elizio Albues, calciatore brasiliano
- 1988 - Curtis Allen, calciatore nordirlandese
- 1988 - Jonathan Borlée, velocista belga
- 1988 - Kévin Borlée, velocista belga
- 1988 - Colby Covington, artista marziale misto statunitense
- 1988 - Citra Febrianti, sollevatrice indonesiana
- 1988 - Roman Gergel, calciatore slovacco
- 1988 - Jorge Hernández González, ex calciatore messicano
- 1988 - Colton James, attore statunitense
- 1988 - Efraín Juárez, allenatore di calcio e ex calciatore messicano
- 1988 - Muna Katupose, calciatore namibiano
- 1988 - David Menéndez, pallavolista portoricano
- 1988 - Ximena Navarrete, modella messicana
- 1988 - Aleksandr Suchorukov, nuotatore russo
- 1988 - Sebastian Tyrała, ex calciatore polacco
- 1988 - Luis Valenzuela Toledo, calciatore cileno
- 1988 - Carlos Alberto, calciatore brasiliano
- 1989 - Horacio Calcaterra, calciatore argentino
- 1989 - Gaëtan Courtet, calciatore francese
- 1989 - Gülşah Gümüşay, ex cestista turca
- 1989 - Domenico Illuzzi, hockeista su pista italiano
- 1989 - Abdelghani Mouaoui, ex calciatore marocchino
- 1989 - Miloš Nikolić, calciatore serbo
- 1989 - Wojciech Nowicki, martellista polacco
- 1989 - David Paulson, giocatore di football americano statunitense
- 1989 - Cesare Sciocchetti, ex nuotatore italiano
- 1989 - Jake Siegel, attore statunitense
- 1989 - Franco Vázquez, calciatore argentino
- 1989 - Rolf Daniel Vikstøl, ex calciatore norvegese
- 1990 - Nkechi Akashili, ex cestista nigeriana
- 1990 - Marius Alexe, ex calciatore rumeno
- 1990 - Taras Burlak, calciatore russo
- 1990 - Camillo Ciano, calciatore italiano
- 1990 - Giorgia Consiglio, nuotatrice italiana
- 1990 - Mohamed Fawzi, calciatore emiratino
- 1990 - Márkó Futács, calciatore ungherese
- 1990 - Keisha Hampton, cestista statunitense
- 1990 - Juninho Potiguar, calciatore brasiliano
- 1990 - George Kruis, ex rugbista a 15 britannico
- 1990 - Serhij Ljul'ka, ex calciatore ucraino
- 1990 - Kōta Mizunuma, calciatore giapponese
- 1990 - Travis Releford, ex cestista statunitense
- 1990 - Dániel Rózsa, calciatore ungherese
- 1990 - Durand Scott, cestista giamaicano
- 1990 - Chay Shegog, ex cestista statunitense
- 1990 - Katharina Sparer, ex hockeista su ghiaccio italiana
- 1990 - Brendan Teys, cestista australiano
- 1990 - Žarko Tomašević, calciatore montenegrino
- 1990 - Diogo Viana, calciatore portoghese
- 1990 - Scott Winkler, hockeista su ghiaccio norvegese († 2013)
- 1991 - Andreas Andersson, calciatore svedese
- 1991 - Leandro Barrera, calciatore argentino
- 1991 - Rebecca Cheptegei, mezzofondista e maratoneta ugandese († 2024)
- 1991 - Frank Fabra, calciatore colombiano
- 1991 - Reid Fragel, giocatore di football americano statunitense
- 1991 - Taylor Hart, giocatore di football americano statunitense
- 1991 - Andrej Kuznecov, tennista e allenatore di tennis russo
- 1991 - Tobias Ludvigsson, ex ciclista su strada e ex mountain biker svedese
- 1991 - Khalil Mack, giocatore di football americano statunitense
- 1991 - Luca Morisi, rugbista a 15 italiano
- 1991 - Pat O'Donnell, giocatore di football americano statunitense
- 1991 - Kervin Piñerúa, pallavolista venezuelano († 2016)
- 1991 - Dejan Polovina, giocatore di football americano serbo
- 1991 - Gastón Sirino, calciatore uruguaiano
- 1991 - Rebecca Spencer, calciatrice giamaicana
- 1991 - Robin Stjernberg, cantante svedese
- 1991 - Maja Tokarska, pallavolista polacca
- 1991 - Maximiliano Urruti, calciatore argentino
- 1992 - Bruno Arrabal, calciatore brasiliano
- 1992 - Malcolm Brooks, ex cestista statunitense
- 1992 - Natasha Cloud, cestista statunitense
- 1992 - Eva Dedova, attrice kazaka
- 1992 - Jamil Douglas, giocatore di football americano statunitense
- 1992 - Thomas Ebner, calciatore austriaco
- 1992 - Chisom Egbuchulam, calciatore nigeriano
- 1992 - Li Shanshan, ginnasta cinese
- 1992 - Alexander Merkel, calciatore kazako
- 1992 - Naranbold Nyam-Osor, calciatore mongolo
- 1992 - Jennifer Quesada, pallavolista portoricana
- 1992 - Peter Russell, ex pallavolista statunitense
- 1992 - Haris Seferović, calciatore svizzero
- 1992 - Daniel Tublin, pallavolista statunitense
- 1992 - Sophie Vercruyssen, bobbista belga
- 1993 - Talal Al-Absi, calciatore saudita
- 1993 - Vinícius Araújo, calciatore brasiliano
- 1993 - Pauline Cousin, calciatrice francese
- 1993 - Hiromi Endo, judoka giapponese
- 1993 - John Mountney, calciatore irlandese
- 1993 - Nicole Murgia, attrice italiana
- 1993 - Note Panayanggool, cantante, musicista e attrice thailandese
- 1993 - Erika Pecchia, calciatrice italiana
- 1993 - Rodrigo Saravia, calciatore guatemalteco
- 1993 - Frederik Tingager, calciatore danese
- 1993 - Ignas Vaitkus, cestista lituano
- 1993 - Taron Voskanyan, calciatore armeno
- 1993 - DeAndre Washington, giocatore di football americano statunitense
- 1993 - Carlotta Zofkova, ex nuotatrice italiana
- 1994 - Mīnas Antōniou, calciatore cipriota
- 1994 - Rémy Boissier, calciatore francese
- 1994 - Peter Bol, mezzofondista australiano
- 1994 - Ricardo Delgado, calciatore lussemburghese
- 1994 - Andrias Eriksen, calciatore faroese
- 1994 - Tayfun Erülkü, cestista turco
- 1994 - Johan Hammar, calciatore svedese
- 1994 - Joey Hunt, giocatore di football americano statunitense
- 1994 - Kayden Jackson, calciatore inglese
- 1994 - Ivica Jurkić, calciatore croato
- 1994 - Markus Kuster, calciatore austriaco
- 1994 - Federica Lavi, pallanuotista italiana
- 1994 - Rachael Leahcar, cantante e compositrice australiana
- 1994 - Mattia Maggio, calciatore italiano
- 1994 - Ilaria Maruotti, pallavolista italiana
- 1994 - Svetlana Mironova, biatleta russa
- 1994 - Arnaud Monkam, calciatore camerunese
- 1994 - Elton Monteiro, calciatore svizzero
- 1994 - Tomislav Mrkonjić, calciatore croato
- 1994 - Nam Joo-hyuk, attore e modello sudcoreano
- 1994 - Robert Ndip Tambe, calciatore camerunese
- 1994 - Park Jung-bin, calciatore sudcoreano
- 1994 - Elfrid Payton, cestista statunitense
- 1994 - Jorge Pombo, calciatore spagnolo
- 1994 - Wilson Rodríguez, ciclista su strada colombiano
- 1994 - Ben Zwiehoff, ciclista su strada e mountain biker tedesco
- 1995 - Nathalee Aranda, lunghista panamense
- 1995 - David Barbona, calciatore argentino
- 1995 - Sergio Castel, calciatore spagnolo
- 1995 - Ryan Christie, calciatore scozzese
- 1995 - Andreas Christodoulou, cestista cipriota
- 1995 - Elliot Collier, calciatore neozelandese
- 1995 - Melvin Frazier, cestista statunitense
- 1995 - José Alberto García, calciatore messicano
- 1995 - Devonte' Graham, cestista statunitense
- 1995 - Marko Kordić, calciatore montenegrino
- 1995 - Trent Kowalik, attore, cantante e ballerino statunitense
- 1995 - Lexa, cantante, personaggio televisivo e ballerina brasiliana
- 1995 - Kaleb McGary, giocatore di football americano statunitense
- 1995 - Yui Narumiya, calciatrice giapponese
- 1995 - Enzo Oddo, arrampicatore francese
- 1995 - Jacopo Petriccione, calciatore italiano
- 1995 - Joachim Ramoser, ex hockeista su ghiaccio italiano
- 1995 - Daniel Ríos, calciatore messicano
- 1995 - Mindaugas Sušinskas, cestista lituano
- 1995 - Muamer Tanković, calciatore svedese
- 1995 - Redeem Tlang, calciatore indiano
- 1995 - Daryl Worley, giocatore di football americano statunitense
- 1995 - Robert Zinn, cestista tedesco
- 1996 - Louis Adams, ex cestista statunitense
- 1996 - Andreas Bengtsson, calciatore svedese
- 1996 - Joshua Daniels, calciatore nordirlandese
- 1996 - Eleonora Dominici, marciatrice italiana
- 1996 - Raynier Fernandes, calciatore indiano
- 1996 - Pablo Fornals, calciatore spagnolo
- 1996 - Samúel Kári Friðjónsson, calciatore islandese
- 1996 - Mendurim Hoti, calciatore kosovaro
- 1996 - João Jaquité, calciatore guineense
- 1996 - Michael Johnston, attore statunitense
- 1996 - Ewelina Kamczyk, calciatrice polacca
- 1996 - Yann Mabella, calciatore francese
- 1996 - Misiwani Nairube, calciatore figiano
- 1996 - Kia Nurse, cestista canadese
- 1996 - Virgile Pinson, calciatore francese
- 1996 - Patryk Rajkowski, pistard polacco
- 1996 - Braian Rivero, calciatore argentino
- 1996 - Erwin Saavedra, calciatore boliviano
- 1996 - Martynas Sajus, cestista lituano
- 1996 - Nadežda Smirnova, calciatrice russa
- 1996 - Nicole Studer, calciatrice svizzera
- 1996 - Virginia Troiani, velocista italiana
- 1996 - Sutiwas Wongsamran, attore thailandese
- 1996 - Yang Haoran, tiratore a segno cinese
- 1996 - Syihan Hazmi, calciatore malaysiano
- 1997 - Isaiah Amaechi, giocatore di football americano statunitense
- 1997 - Hailemariyam Amare, mezzofondista etiope
- 1997 - Simone Bevilacqua, ex ciclista su strada italiano
- 1997 - Emil Dima, ciclista su strada rumeno
- 1997 - Mikaela Foecke, pallavolista statunitense
- 1997 - Komaki Kikuchi, schermitrice giapponese
- 1997 - Victor Mansaray, calciatore sierraleonese
- 1997 - Kevin Quevedo, calciatore peruviano
- 1997 - Jerome Robinson, cestista statunitense
- 1997 - Nicolas Schmid, calciatore austriaco
- 1997 - Jari Schuurman, calciatore olandese
- 1997 - Yūka Setō, saltatrice con gli sci giapponese
- 1997 - Lazar Tufegdžić, calciatore serbo
- 1997 - Mohd Hanif Hamir, calciatore bruneiano
- 1997 - Anton Čupkov, nuotatore russo
- 1998 - Mark Al-Khoury, cestista libanese
- 1998 - Andrea Cattaneo, canottiere italiano
- 1998 - Gabriele Cunningham, ostacolista statunitense
- 1998 - Azizjon G'aniyev, calciatore uzbeko
- 1998 - Ronei Gebing, calciatore brasiliano
- 1998 - Joyner Holmes, cestista statunitense
- 1998 - Juliana, cantante e attrice colombiana
- 1998 - Pablo Martínez, calciatore spagnolo
- 1998 - Kristina Paul', snowboarder russa
- 1998 - Einer Rubio, ciclista su strada colombiano
- 1998 - Sophie Wilde, attrice australiana
- 1999 - Diana Alecrim, pallavolista brasiliana
- 1999 - Eliott Crestan, mezzofondista belga
- 1999 - Kevin Goden, calciatore tedesco
- 1999 - Andi Hadroj, calciatore albanese
- 1999 - Daan Hoole, ciclista su strada olandese
- 1999 - Lex-Tyger Lobinger, calciatore tedesco
- 1999 - Franco Lobos, calciatore cileno
- 1999 - Bruno Marques, calciatore brasiliano
- 1999 - Mina Sue Choi, modella sudcoreana
- 1999 - Kento Miyaura, pallavolista giapponese
- 1999 - Cayo Tenório, calciatore brasiliano
- 1999 - Efraín Orona, calciatore messicano
- 1999 - Caio Pacheco, cestista brasiliano
- 1999 - Alejandro Pozo, calciatore spagnolo
- 1999 - Yan Valery, calciatore francese
- 2000 - Marc Aguado, calciatore spagnolo
- 2000 - José Barreto, calciatore argentino
- 2000 - Didier Bionaz, biatleta italiano
- 2000 - Rubén Del Campo, calciatore svizzero
- 2000 - Celia Rose Gooding, attrice statunitense
- 2000 - Trayce Jackson-Davis, cestista statunitense
- 2000 - Leuterīs Lyratzīs, calciatore greco
- 2000 - Maddie Mastro, snowboarder statunitense
- 2000 - Agustín Mulet, calciatore argentino
- 2000 - Bethuel Muzeu, calciatore namibiano
- 2000 - Nikolas Nartey, calciatore danese
- 2000 - Abdoulaye Ousmane, calciatore francese
- 2000 - Rodney Redes, calciatore paraguaiano
- 2000 - Daniel Rojas, calciatore boliviano
- 2000 - Darius Rush, giocatore di football americano statunitense
- 2000 - Adrian Stanilewicz, calciatore polacco
- 2000 - Ricard Sánchez, calciatore spagnolo
- 2000 - Gergana Topalova, tennista bulgara
- 2000 - Timothy Weah, calciatore statunitense
- 2000 - Anastasija Šišmakova, ginnasta russa

## XXI secolo(37)
- 2001 - Matteo Arnaldi, tennista italiano
- 2001 - Lucas Barbosa, calciatore brasiliano
- 2001 - Kelsie Burrows, calciatrice nordirlandese
- 2001 - Nicolò Carucci, canottiere italiano
- 2001 - Noah Chilvers, calciatore inglese
- 2001 - Parfait Guiagon, calciatore ivoriano
- 2001 - Florian Hoxha, calciatore svizzero
- 2001 - Njegoš Kupusović, calciatore serbo
- 2001 - Keane Lewis-Potter, calciatore inglese
- 2001 - Abigail Strate, saltatrice con gli sci canadese
- 2001 - Bamidele Yusuf, calciatore nigeriano
- 2002 - Sacha Feinberg-Mngomezulu, rugbista a 15 sudafricano
- 2002 - Gonzalo Flores, calciatore argentino
- 2002 - Bode Hidalgo, calciatore statunitense
- 2002 - Andreas Jungdal, calciatore danese
- 2002 - Paul Koller, calciatore austriaco
- 2002 - Emmanuel Matuta, calciatore belga
- 2002 - Diego Núñez, calciatore uruguaiano
- 2002 - Enleo, cantante ucraino
- 2002 - David Pech, calciatore ceco
- 2002 - Bruno Praxedes, calciatore brasiliano
- 2002 - Ignacio Rodríguez, calciatore argentino
- 2002 - Erik Shuranov, calciatore tedesco
- 2003 - Karamoko Dembélé, calciatore inglese
- 2003 - Kevin Parra, calciatore colombiano
- 2003 - Anika Thompson, mezzofondista irlandese
- 2003 - Trevin Wallace, giocatore di football americano statunitense
- 2003 - Juan Cruz de los Santos, calciatore uruguaiano
- 2004 - Abbas Al-Hassan, calciatore saudita
- 2004 - Domagoj Bukvić, calciatore croato
- 2004 - Daniil Zorin, calciatore russo
- 2005 - Federico Acosta, calciatore uruguaiano
- 2005 - Linda Caicedo, calciatrice colombiana
- 2005 - Nathan Fraser, calciatore irlandese
- 2005 - Steve Ngoura, calciatore francese
- 2005 - Tervel Zamfirov, snowboarder bulgaro
- 2006 - Martinius Stenshorne, pilota automobilistico norvegese